# Футбольная федерация Камбоджи
Футбольная федерация Камбоджи (кхмер. សហព័ន្ធបាល់ទាត់កម្ពុជា) — организация, осуществляющая контроль и управление футболом в Камбодже. Располагается в Пномпене.
ФФК основана в 1933 году, вступила в ФИФА и в АФК в 1954 году, а в 1996 году вошла в Федерацию футбола АСЕАН. Федерация организует деятельность и управляет национальными сборными по футболу (мужской, женской, молодёжными). Под эгидой федерации проводится чемпионат страны и многие другие соревнования.
Также под эгидой ФФК существует мини-футбольная сборная страны.
На логотипе изображена соответствующая английская аббревиатура (FFC).

## Соревнования
- Чемпионат Камбоджи по футболу
- Кубок Камбоджи по футболу[англ.]